# Aérodrome de Montluçon Guéret
L'aérodrome de Montluçon Guéret est un aérodrome du département de la Creuse (région Nouvelle-Aquitaine). Il se situe sur la commune de Lépaud, à 28 km de Montluçon et 45 km de Guéret. Anciennement géré par la Chambre de commerce et d'industrie de Montluçon-Gannat Portes d'Auvergne, il est dorénavant en gestion par la société privée de gestion d'aérodromes, Gémilis Aéro. 
Cet aérodrome est ouvert au trafic national commercial, au trafic commercial régulier ou non, aux avions privés, aux IFR et aux VFR.

## Historique

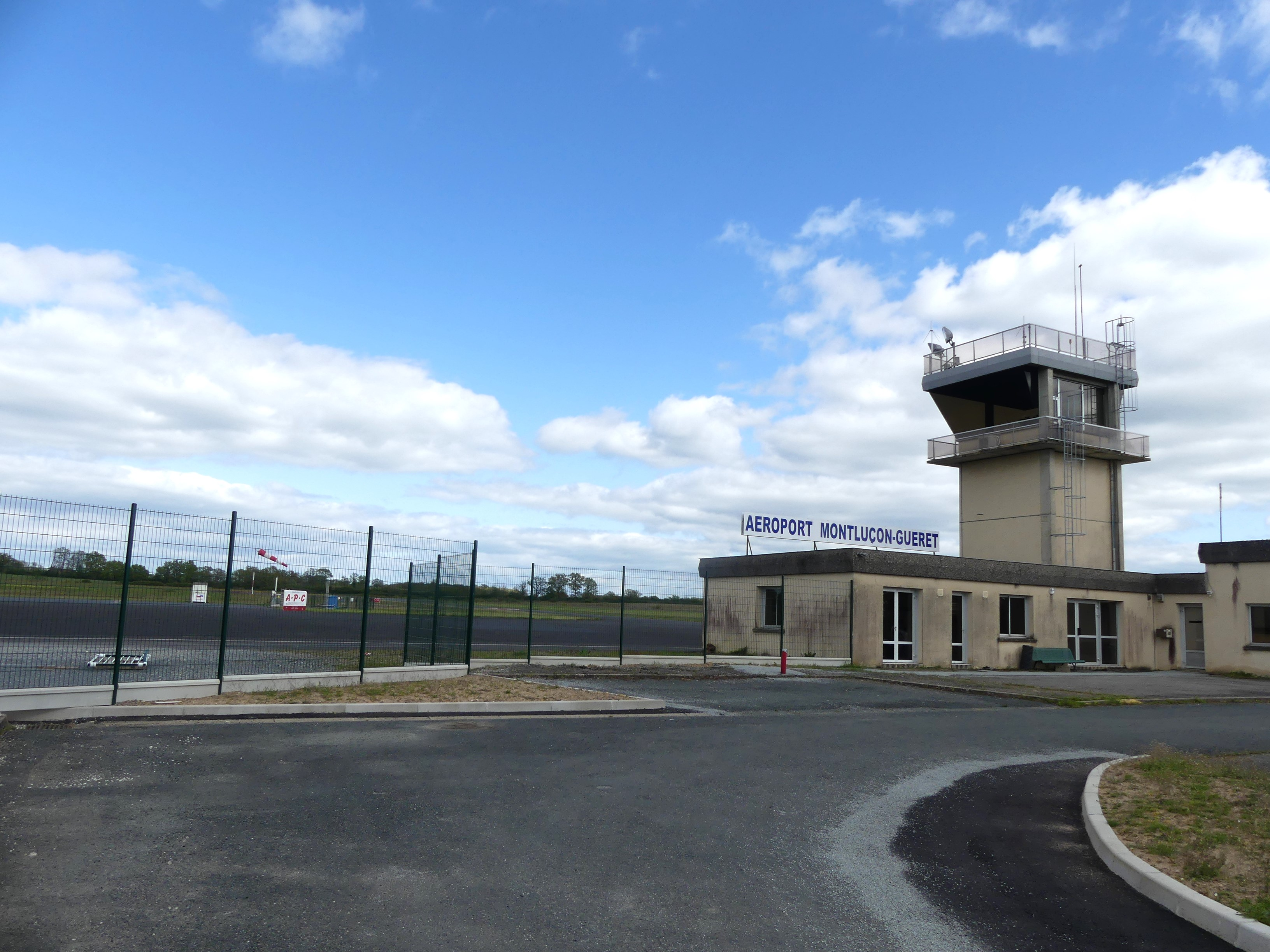
Aérogare et tour de contrôle de Montluçon-Guéret en 2024

L'aérodrome a ouvert ses portes le 12 mars 1982 et fut inauguré quelques semaines plus tard, le 3 mai 1982 par François Mitterrand, président de la République française, en présence d’André Chandernagor, ministre délégué chargé des Affaires Européennes, président du Conseil général de la Creuse et président du Syndicat Mixte pour la Création, l’Aménagement et l’Exploitation de l’Aérodrome de Montluçon-Guéret.
La gestion est alors confiée à la Chambre de Commerce et d'Industrie de l'Allier.
L’aérodrome de Montluçon-Guéret est construit sur la commune de Lépaud (avec une petite partie sur la commune de Lussat), sur un site déjà repéré par les Allemands durant la Seconde Guerre mondiale. Il est situé non loin de la RN 145 qui relie Moulins et Montluçon à Guéret.
La piste en dur est orientée nord/sud (17/35) avec des dimensions initiales de 1 450 m x 30 m. Une piste parallèle en herbe de 905 m x 80 m destinée aux planeurs est également réalisée.
Deux ans après son ouverture, des travaux sont entrepris afin d’équiper la piste en dur d’un balisage lumineux et d’un ILS.
En 2000, les dimensions de la piste en dur sont portées à 1 900 m x 45 m. Celle-ci est renforcée, un balisage lumineux haute intensité ainsi qu’un nouvel ILS plus performant sont également installés. La superficie des parkings est agrandie d’un hectare afin de pouvoir accueillir des appareils de type Airbus A320 ou Boeing 737.
Enfin, en 2003, les dimensions de la piste en herbe sont portées à 1000 m x 80 m. L'aérogare est dimensionnée pour accueillir 15 000 passagers annuellement sur une surface de 100 m². 
En 2019, 16 hectares de panneaux solaires sont installés autour de l'aérodrome.
Un salon du drone avait été organisé en juin 2019 à l’aérodrome, la chambre de commerce voulant faire de l'aérodrome une plateforme éventuelle de formation et d’essai de drones professionnels. 
Les campagnes d'entrainement des avions militaires représentent un peu plus de 1 000 mouvements annuels dont parfois l'airbus A-400M.
Après plus de quarante ans de gestion de l’aérodrome de Montluçon-Guéret, la CCI de l’Allier laisse la place en avril 2024 à la société de gestion d'aérodromes, Gémilis aérodans le cadre de la convention de délégation de service public conclu avec le Syndicat Mixte pour la Création, l'Aménagement et l'Exploitation dudit aérodrome, autorité délégante.
La plateforme voit passer entre 4000 et 5000 mouvements d'avions par an. La plateforme drones n'est plus à l'ordre du jour.

## Activité
Dès 1982, des compagnies ont desservi l’aérodrome.
Tout d’abord, Montluçon Air Service (code IATA : MD, code OACI : MLU) qui exploite une ligne quotidienne (sauf le week-end) Clermont-Ferrand – Montluçon-Guéret en Beechcraft Baron 58, immatriculé F-GBDG.
Ensuite, c’est au tour de la Compagnie aérienne du Languedoc d’exploiter une ligne quotidienne (sauf le week-end) avec Paris-Orly en Swearingen Metro II (1985-1988).
Cette ligne sera reprise, avec le même type d’appareil, par Air Littoral qui racheta la Compagnie Aérienne du Languedoc (1988-1989).
Puis, elle sera exploitée successivement par Transport Air Centre (1991-1992), puis Service Aérien Roannais (1993-1996), Air Normandie (1996-1999) et enfin Air Bretagne (1999-2000).
Ces dernières compagnies utiliseront un Beechcraft 200.
L’exploitation de la ligne commerciale vers Orly cesse définitivement en 2000.
Actuellement, l'aéroport n'accueille plus de vols réguliers.
Le trafic commercial s'est élevé à 56 passagers en 2016, pour un nombre total de mouvements (commerciaux et non-commerciaux) de 8 600.
L’Armée de l’air est également parfois utilisatrice de l’aérodrome. En particulier les bases aériennes d’Avord, d’Orléans et d’Évreux qui l’utilisent pour l’entraînement des pilotes d’Embraer EMB-121 Xingu, de CASA CN-235, d' Airbus A400M et de C-130 Hercules, notamment pour des posers d'assaut sur la piste en herbe.
La plate-forme est enfin parfois utilisée par SAGEM qui effectue certains essais en vol de ses drones de reconnaissance.

## Clubs
Un club de vol à voile L'Association Aéronautique Creusoise http://voler-en-planeur-en-creuse.e-monsite.com/ se trouve sur cet aérodrôme ainsi qu'un club de vol moteur Club des 3 amis.